# Bataille de Courtrai (1794)
Pour les articles homonymes, voir Bataille de Courtrai.
Guerre de la Première Coalition
Batailles
La bataille de Courtrai est un épisode de la guerre de la Première Coalition qui voit s'opposer les troupes de la Première Coalition à l'armée républicaine française le 11 mai 1794, près de la ville belge de Courtrai, qui fait alors partie des Pays-Bas autrichiens. L'affrontement se solde par une victoire française.

## Contexte

### Forces en présence

#### Côté français

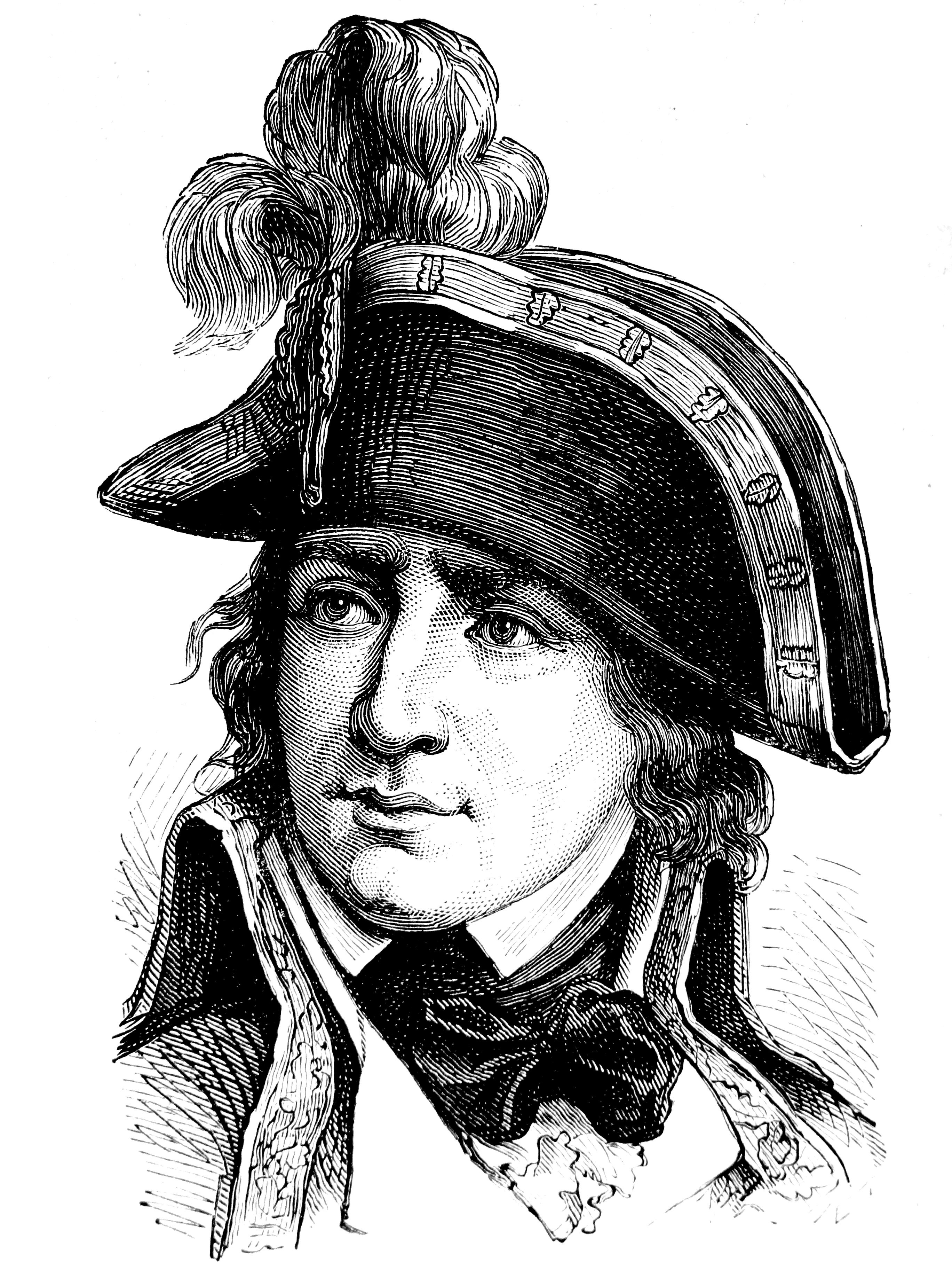
Pichegru

Pour la campagne du printemps 1794, Lazare Carnot du Comité de salut public conçoit une stratégie dans laquelle l'Armée républicaine française du Nord, menée par Jean-Charles Pichegru, attaquera les flancs des forces de la coalition aux Pays-Bas autrichiens. Sur le flanc ouest, commandé par Pichegru personnellement, 100 000 soldats reçoivent l'ordre de frapper d'abord à Ypres, puis à Gand et enfin à Bruxelles. Sur le flanc est, 100 000 soldats doivent pousser vers Liège et Namur afin de couper les communications autrichiennes avec la ville de Luxembourg. Pendant ce temps, 50 000 hommes tiennent le centre de la ligne française près de Bouchain et Maubeuge. Le défaut de cette stratégie de double enveloppement est que les Alliés peuvent jeter l'essentiel de leurs forces sur l'une ou l'autre aile française et l'écraser.
En mars 1794, l'Armée du Nord compte 194 930 hommes, dont 126 035 sont disponibles pour le terrain. En comptant les 32 773 soldats de l'armée des Ardennes, Pichegru contrôle 227 703 hommes. À la mi-avril 1794, les unités de l'Armée du Nord en Flandre occidentale sont composées, de gauche à droite : de la division Pierre Antoine Michaud (13 943) à Dunkerque, de la division Jean Victor Marie Moreau (15 968) à Cassel, de la division Joseph Souham (31 856) à Lille, et de la brigade de Pierre-Jacques Osten (7 822) à Pont-à-Marcq. 

#### Côté allié

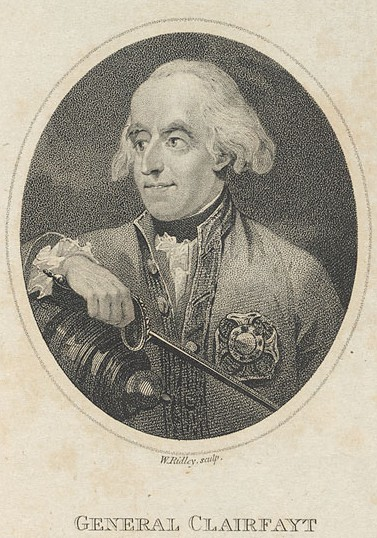
Clerfayt

Début avril 1794, les forces de la coalition sous le commandement général du prince Frédéric Josias de Saxe-Cobourg-Saalfeld sont déployées comme suit. Avec son quartier général à Tournai, François Sébastien Charles Joseph de Croix, comte de Clerfayt, commande une armée de campagne de 24 000 Autrichiens, Hanovriens et Hessois sur l'aile droite alliée. Clerfayt est chargé de défendre Menin, Ypres, Nieuport, Orchies et Marchiennes. Ludwig von Wurmb (en) et 5 000 soldats tiennent Denain entre l'aile droite et le centre. Le duc d'York et 22 000 soldats forment le centre-droit, dont le quartier général est à Saint-Amand-les-Eaux. Cobourg et 43 000 hommes tiennent le centre allié, dont le siège est à Valenciennes. Guillaume V, prince d'Orange, et 19 000 soldats hollandais constituent le centre gauche, dont le quartier général est à Bavay. L'aile gauche sous Franz Wenzel de Kaunitz-Rietberg compte 27 000 soldats autrichiens et hollandais et couvre le terrain entre Bettignies (près de Maubeuge) et Dinant. Sous les yeux de François II, empereur du Saint-Empire romain germanique, la principale armée de la coalition de Cobourg avance le 17 avril et investit la forteresse de Landrecies. Le siège de Landrecies a commencé le 21 avril et s'est terminé le 30 avril par une reddition française.

### Mouscron
Le 26 avril, la cavalerie alliée écrase une colonne française de 20 000 hommes ayant l'intention de soulager Landrecies, infligeant 7 000 victimes et capturant son commandant René-Bernard Chapuy ainsi que les plans de Pichegru pour envahir la Flandre côtière. Pendant ce temps, les Français harcèlent les troupes de Wurmb à Denain, obligeant Clerfayt à envoyer 8 000 hommes de son aile droite à leur aide. Le 24 avril, la division de 12 000 hommes de Michaud avance vers Nieuport et Ypres, la division de 21 000 hommes de Moreau encercle Menin et la division de 30 000 hommes de Souham se dirige vers Courtrai, qu'elle capture. Avec les plans de Pichegru entre ses mains, Cobourg envoie à son aile droite un renfort de 12 bataillons d'infanterie et de 10 escadrons de cavalerie dirigés par Sir William Erskine (en) et ordonne aux 8 000 hommes hommes de Clerfayt qui se trouvent à Denain de retourner à Tournai. Mais cet ordre arrive trop tard : Souham a déjà vaincu Clerfayt, en infériorité numérique, lors de la bataille de Mouscron le 29 avril, faisant 2 000 victimes et capturant 23 canons. La nuit suivante, la garnison de la Coalition abandonne Menin. Dans les zones arrière alliées, les trains de ravitaillement se retirent en panique en direction de Gand et de Bruxelles.

### Contre-attaque alliée

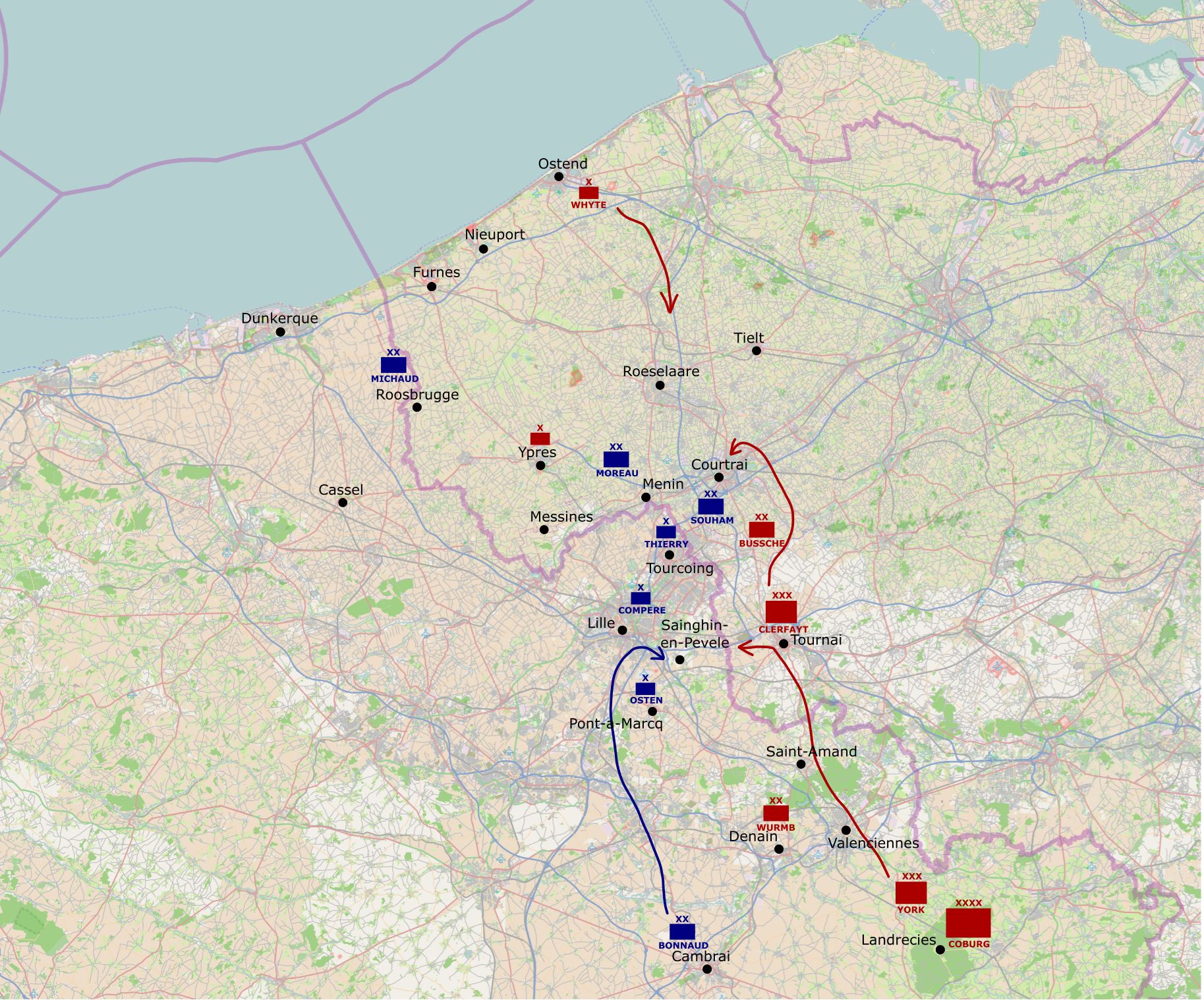
Mouvements français et alliés avant les batailles de Willems et Courtrai. Après Mouscron et la reddition de Landrecies, Cobourg envoie York renforcer Clerfayt, et York décide de contre-attaquer. Cependant, Pichegru (qui est personnellement absent de cette partie du front pendant les combats) a également appelé des renforts de son cru de Cambrai.

Dès la chute de Landrecies, Cobourg envoie York avec le reste de son corps à Tournai. De fortes pluies ralentissent la colonne d'York de sorte qu'il ne rejoint Erskine à Tournai que le 3 mai. York mande un détachement à l'ouest, à Marquain et Lamain, pour relever 5 000 soldats de Clerfayt qui gardent ces lieux. Près de Tournai, le corps d'York compte 18 000 hommes, le corps de Clerfayt en compte 19 000 et la division du Reichsgraf Johann Ludwig von Wallmoden-Gimborn dispose de 4 000 à 6 000 hommes à Warcoing. Clerfayt peut aussi compter sur une nouvelle brigade britannique dirigée par Richard Whyte, qui fait marche depuis Ostende pour le rejoindre.
Le 5 mai, les commandants alliés élaborent un plan selon lequel Clerfayt doit traverser la Lys en aval de Courtrai et attaquer Courtrai par le nord. Dans le même temps, York doit avancer à l'ouest de Tournai afin de couper Courtrai de la base française de Lille. Cependant, Clerfayt rechigne et annonce qu'il ne bougera pas sans avoir reçu d'ordres directs du quartier général impérial. Il finit par les recevoir et s'y conformer. 
York croit savoir que les forces françaises dans la région sont au nombre de 24 000. En fait, Pichegru a déployé entre 40 000 et 50 000 soldats entre Menin et Courtrai. Aussi, Pichegru ordonne à la division de 20 000 hommes de Jacques Philippe Bonnaud (qui remplace Chapuy) de se déplacer de Cambrai à Sainghin-en-Mélantois, pour couvrir Lille. Pendant ce temps, Cobourg envoie les divisions de François Joseph, comte Kinsky de Wchinitz et Tettau et de l'archiduc Charles-Louis d'Autriche-Teschen vers l'est en direction de Tournai. D'autres divisions dirigées par Maximilien Antoine de Baillet de Latour, József Alvinczi et Franz von Werneck prennent la direction de l'est pour soutenir l'aile gauche de Kaunitz. Cobourg ordonne à Clerfayt de quitter Tournai et d'attaquer Courtrai. En conséquence, Clerfayt part le 8 mai et passe sur la rive nord de la Lys à Harelbeke. Au même moment, Souham s'élance vers Dottignies, mais rate Clerfayt et regagne son camp d'Aalbeke.

### Bataille de Willems

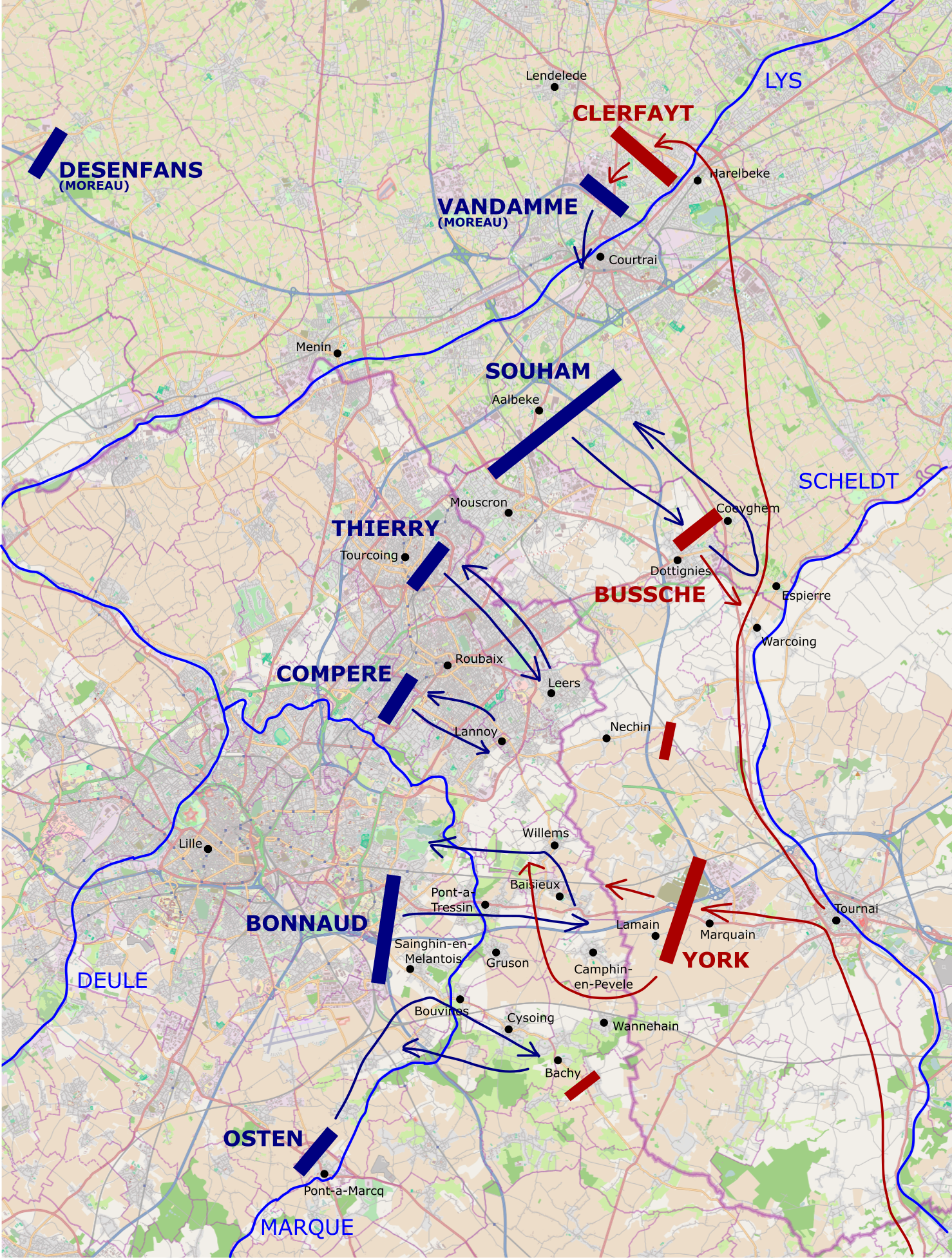
La bataille

Les Français répondent aux avancées d'York et de Clerfayt en lançant une attaque contre les forces d'York avec les divisions Souham et Bonnaud, et les brigades Compère et Thierry, soit toutes les forces disponibles dans la région entre l'Escaut et la Lys. Cependant, Bonnaud est repoussé à la bataille de Willems (en) grâce à l'utilisation habile de la cavalerie par York, ce qui a conduit au retrait des autres unités impliquées dans l'offensive, car la doctrine militaire alors en vigueur dicte que les unités d'une armée doivent avancer et reculer étalées, mais alignées les unes sur les autres, pour exercer une pression égale en tous points sur l'armée ennemie. Bien que victorieux à Willems, York se rend compte qu'il est largement en infériorité numérique, et se retire à Tournai pour appeler des renforts. Le retrait d'York permet aux Français de consacrer désormais toute leur attention à Clerfayt.

## Déroulement

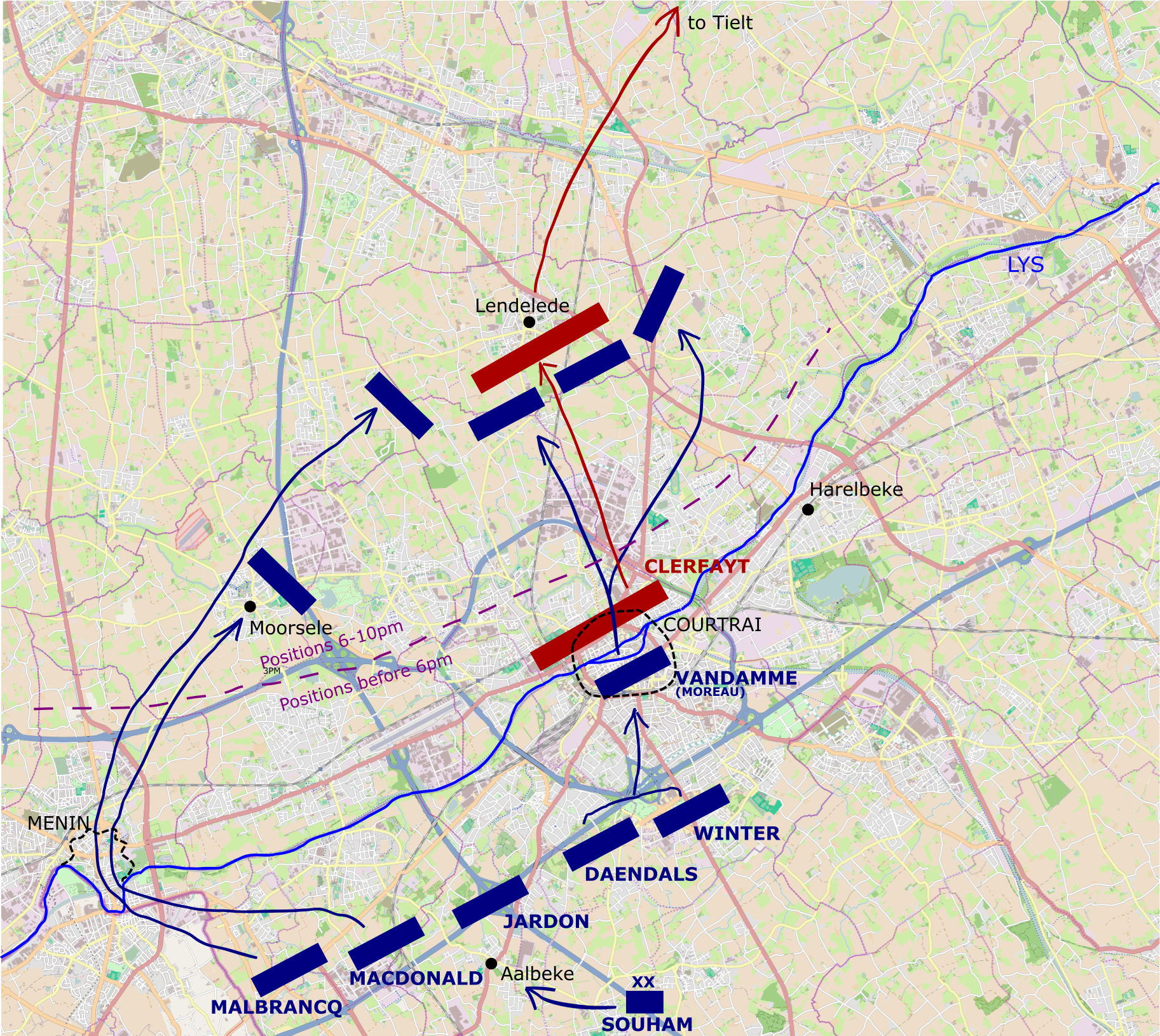
La bataille de Courtrai, 11 mai 1794. Avec York en retraite vers Tournai, la division Souham est libérée pour se retourner contre Clerfayt. Renforçant Vandamme, repoussé à Courtrai la veille, et marchant simultanément pour couper Clerfayt, la division Souham repousse Clerfayt de Courtrai, le coupe du reste des forces alliées autour de Tournai, et l'oblige à se retirer vers le nord jusqu'à Tielt.

Le 10 mai, Clerfayt rencontre une brigade française dirigée par Dominique Vandamme (division Moreau), qui garde la rive nord de la Lys à Heule, et la refoule aux abords de Courtrai. Les troupes de la coalition pénètrent de force dans le faubourg et pourraient probablement s'emparer de Courtrai même, si Clerfayt poussait l'assaut. Cependant, Clerfayt, dont le commandement est souvent marqué par l'hésitation et l'inertie, choisit de s'arrêter là pour la journée. 
Sur ordre de Pichegru, Souham, qui s'est replié sur Aalbeke en fin de journée après la bataille de Willems, retourne sa division vers Courtrai. Le 11 mai, Souham envoie les brigades Daendels et Winter renforcer Vandamme à Courtrai. Pendant ce temps, Souham ordonne aux brigades Macdonald et Malbrancq de traverser la Lys à Menin, et de se diriger vers le nord-est contre Clerfayt. 
La bataille commence à 15h00 et dure jusqu'à 22h00. Au début, les troupes de Clerfayt se défendent vigoureusement, mais à 18 heures, Vandamme, Daendels et Winter chassent leurs ennemis du faubourg de Courtrai. Peu de temps après, Clerfayt déclenche une charge de cavalerie qui disperse la brigade de Daendels. Cependant, à ce moment-là, la brigade de Malbrancq parvient à rejoindre les combats, dont l'essentiel est désormais centré à Lendelede, à 6 km au nord de Courtrai. La brigade de Macdonald n'a pas pu atteindre le champ de bataille avant la fin de la bataille, n'arrivant qu'à Moorsele. 
Pendant les combats, l'aile gauche de Clerfayt est repoussée, coupant ses lignes de communication avec York. Séparé des principales forces alliées à l'est et repoussé de son objectif par des forces supérieures, Clerfayt s'avoue vaincu en fin de journée et ordonne un repli vers Tielt sous le couvert de l'obscurité. Selon une source, les deux camps ont subi 1 200 pertes et les Autrichiens ont perdu le lieutenant-maréchal Franz Xaver von Wenckheim tué. Une deuxième source a déclaré que les pertes alliées étaient de 1 500 hommes et 2 canons. Une troisième source a attribué 1 500 victimes aux Alliés et 1 000 aux Français.  

## Conséquences
Le 12 mai, un nouvel affrontement survient à Ingelmunster, alors que les Français poursuivent la colonne en retraite de Clerfayt. Du côté français, Vandamme emploie 8 000 fantassins, 1 000 cavaliers et 15 canons de 12 livres. Il est opposé aux troupes hessoises du général Georg von Düring (en). Les troupes de Hesse-Darmstadt ont perdu 47 tués, 181 blessés et 3 capturés, plus 2 canons. Les pertes autrichiennes et françaises ne sont pas indiquées. Clerfayt est rejoint à Ingelmunster par la brigade britannique de Whyte, qui a contribué à décourager la poursuite.
L'historien Ramsay Weston Phipps s'est demandé pourquoi les Alliés avaient divisé leurs forces avant la bataille et envoyé Clerfayt au nord à Courtrai alors que York restait près de Tournai. Il a écrit qu'ils auraient pu « être maintenus ensemble pour porter un coup dur à l'arrière des deux divisions françaises à Courtrai et Menin ». John William Fortescue a qualifié l'attaque de Clerfayt du 10 mai contre Courtrai de « faible ». Il a critiqué le manque d'artillerie à cheval de l'armée britannique, qui aurait pu briser les carrés français à Willems plus tôt, et causer des pertes plus lourdes. Fortescue a écrit que les stratèges autrichiens n'avaient pas vu que jeter toute leur force sur l'une des ailes françaises aurait pu écraser leurs ennemis.
Après la bataille de Courtrai, Cobourg, dont les principales forces étaient toujours autour de Landrecies, est tiraillé entre se concentrer sur son aile droite avec York et Clerfayt contre Pichegru, ou sur son aile gauche avec le prince Kaunitz contre les forces françaises sur la Sambre sous les ordres des généraux Desjardins et Charbonnier. La victoire de Kaunitz à la bataille de Grand-Reng rassure Cobourg, et il choisit de se déplacer à Tournai, où son armée principale lancera une autre attaque dans la semaine, à la bataille de Tourcoing.

### Sources
- (en) Edward Cust, « Annals of the Wars: 1783–1795 », 1859 (consulté le 2 avril 2021), p. 196–197
- Steve Brown, The Duke of York's Flanders Campaign: Fighting the French Revolution 1793-1795, Havertown, Pa., Pen and Sword Books, 2021 (ISBN 9781526742704, lire en ligne)
- John W. Fortescue, The Hard-Earned Lesson: The British Army & the Campaigns in Flanders & the Netherlands Against the French: 1792–99, Leonaur, 2016 (ISBN 978-1-78282-500-5)
- Ramsay Weston Phipps, The Armies of the First French Republic: Volume I The Armée du Nord, USA, Pickle Partners Publishing, 2011 (ISBN 978-1-908692-24-5)
- Digby Smith, The Napoleonic Wars Data Book, London, Greenhill, 1998 (ISBN 1-85367-276-9)
- (en) J. Rickard, « Battle of Courtrai, 11 May 1794 », historyofwar.org, 2009 (consulté le 3 août 2014)
- (en) J. Rickard, « Battle of Willems, 10 May 1794 », historyofwar.org, 2009 (consulté le 3 août 2014)
- Spencer C. Tucker, A Global Chronology of Conflict: From the Ancient World to the Modern Middle East [6 volumes]: From the Ancient World to the Modern Middle East, ABC-CLIO, 23 décembre 2009 (ISBN 978-1-85109-672-5), p. 978